# Teatro romano de Téramo
El Teatro romano de Téramo se encuentra en el centro  histórico de la ciudad de Abruzos (en italiano: Abruzzi o Abruzzo), entre via Teatro Antico y via Luigi París, cerca de la catedral y a pocos metros del Anfiteatro romano de Téramo.
El conjunto arquitectónico encontró su ubicación en la porción del tejido urbano occidental de la antigua Interamnia. El trazado de la ciudad de la época estaba, probablemente, dividido en dos sectores que se distinguían entre la parte oriental, de mayor antigüedad, correspondiente al área de la actual Piazza Ercole Vincenzo Orsini, y la parte occidental donde se encontraba el desvío de la entrada de via Caecilia y donde se construyeron los edificios públicos del Teatro y el Anfiteatro, que también se cree que estaban flanqueados por un odeón y un templo de Príapo.
El sitio se muestra en las mejores condiciones de conservación de las estructuras romanas contemporáneas, ambas existentes en la ciudad, y si se compara con las otras plantas presentes en el territorio de Regio IV Samnium y Regio V Picenum, aunque, en la época medieval , se utilizó como cantera de piedra para la construcción de edificios cercanos, especialmente la catedral.
El período de construcción del teatro de Téramo fue contemporáneo al de otros edificios similares erigidos en ciudades vecinas como: Amiternum, Peltuinum, Hatria y Asculum.

## Historia

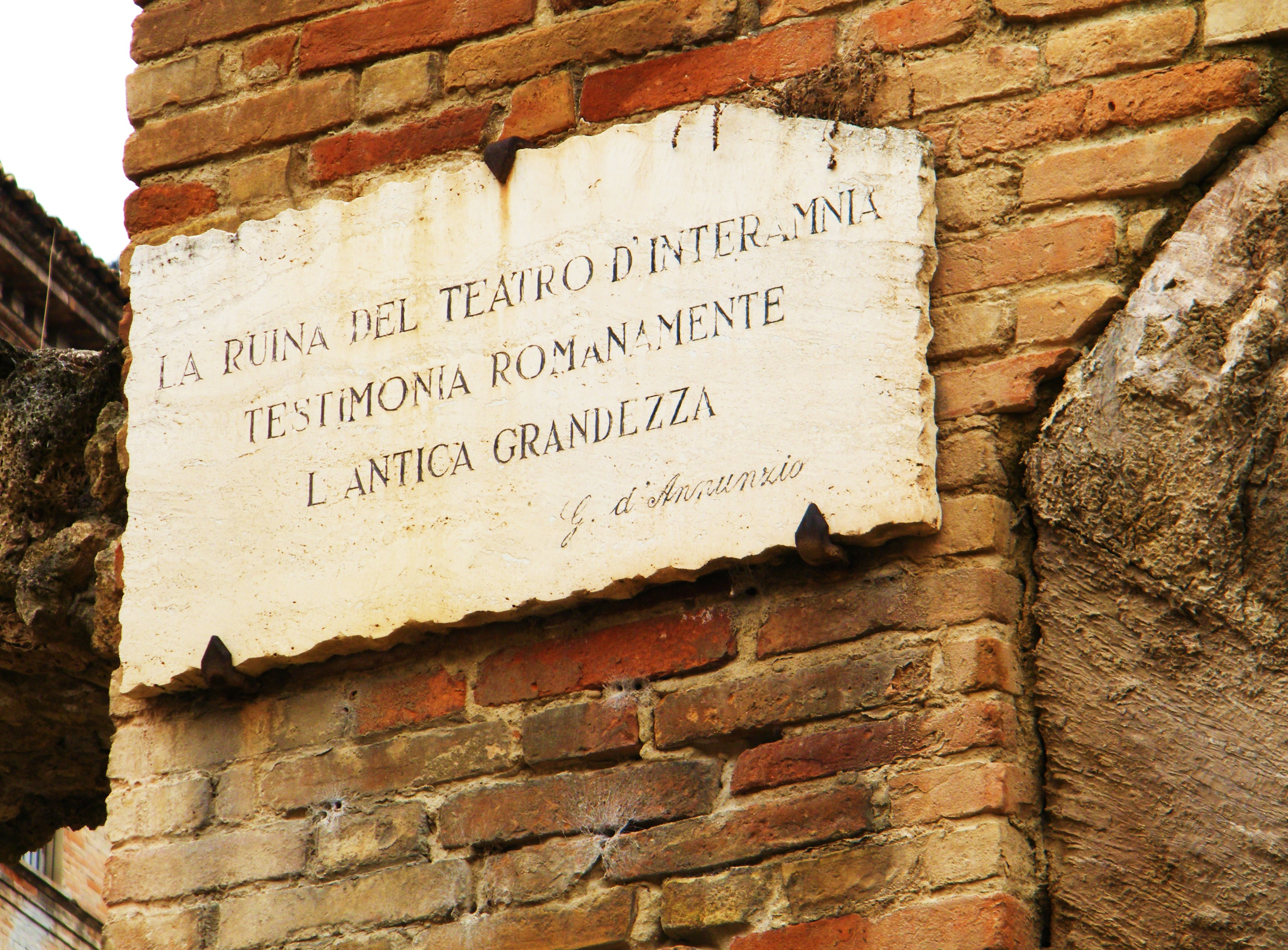
Epígrafe grabado con las palabras dedicadas por Gabriele D'Annunzio al Teatro Romano de Téramo

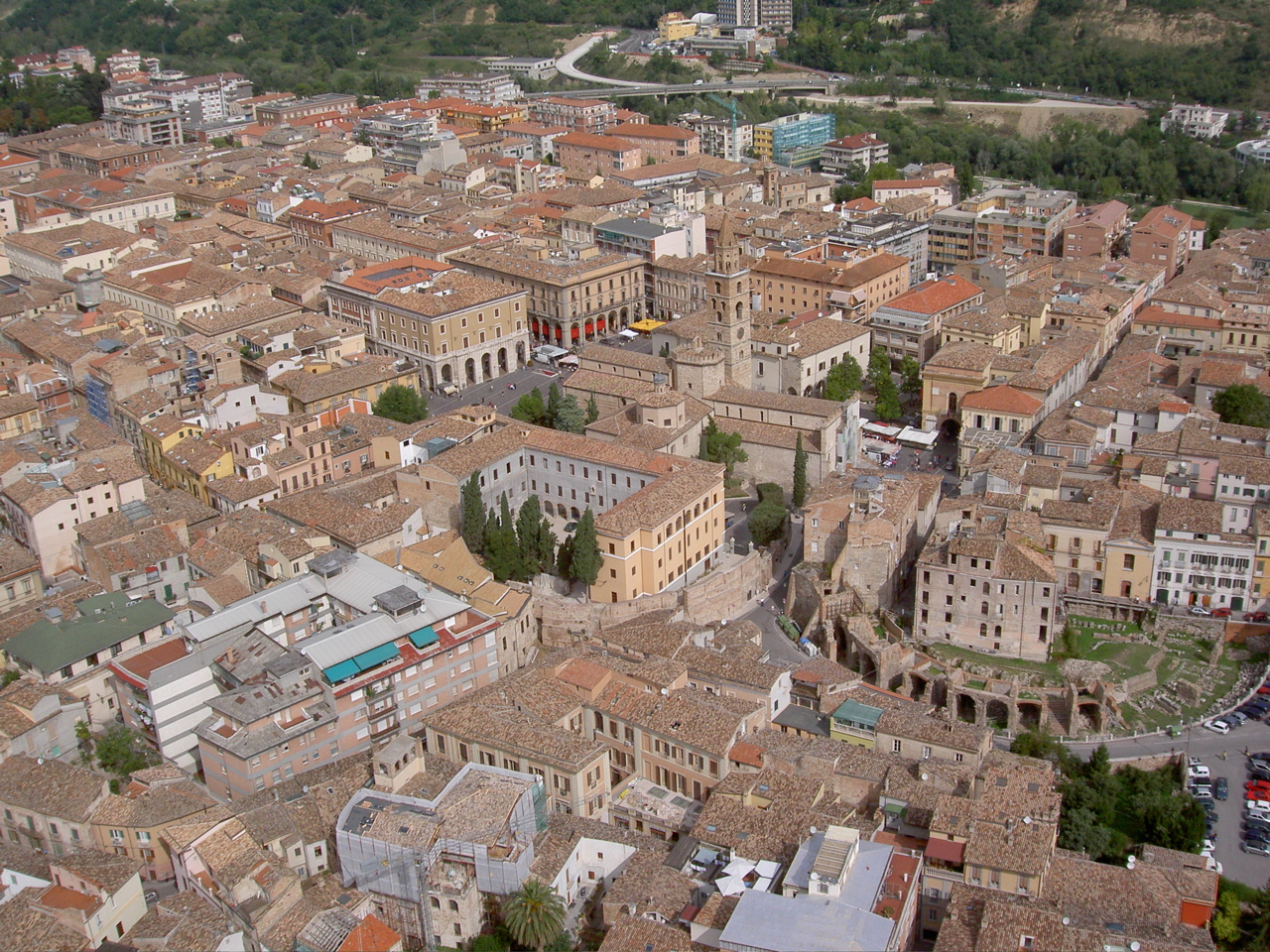
Téramo - Los sitios del Teatro Romano y el Anfiteatro vistos desde arriba en 2008: a la derecha, la parte del Teatro iluminada con los palacios Adamoli (derecha) y Salvoni (izquierda) en el interior), en el centro al fondo el Duomo di Téramo, frente al cual se ve el seminario erigido dentro del Anfiteatro.

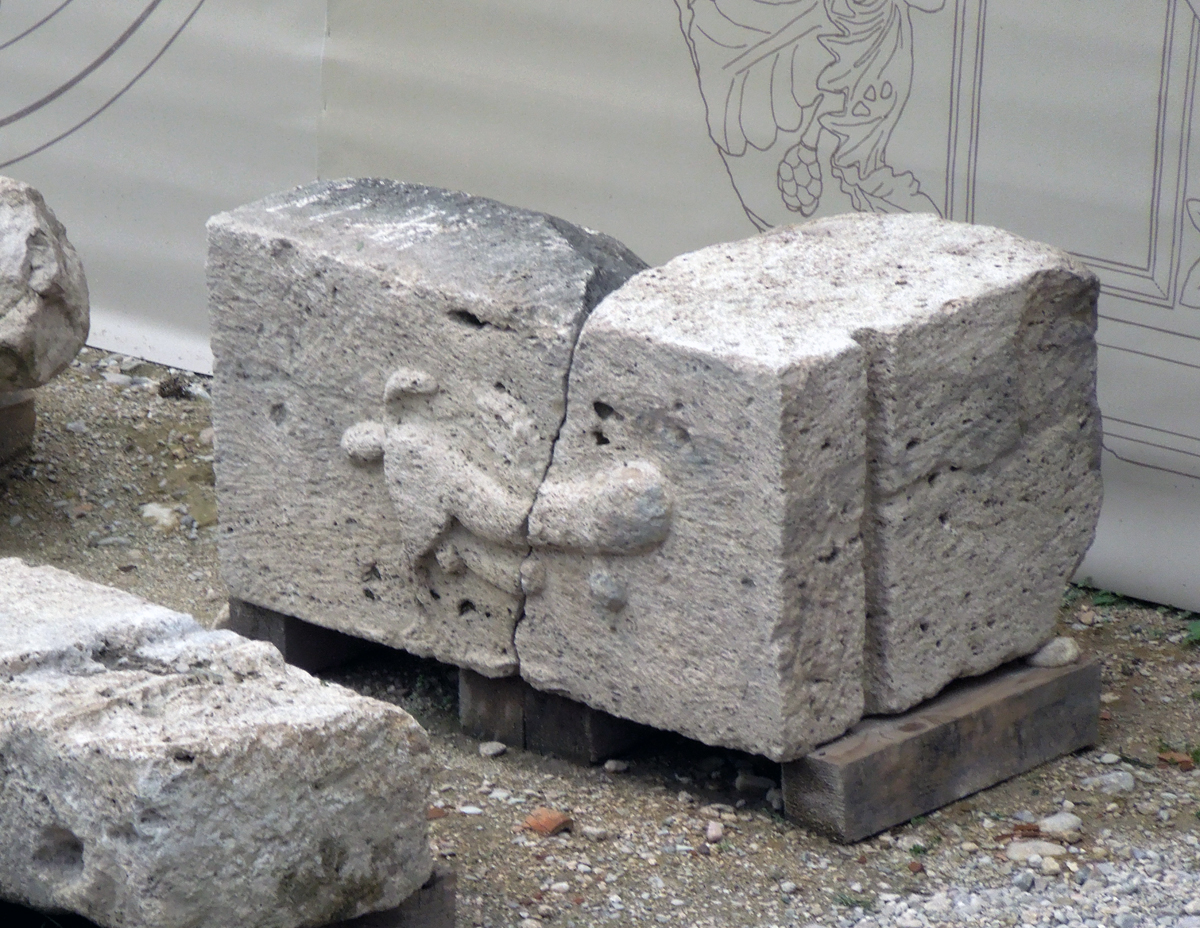
Pieza de travertino, encontrada en el solar del Teatro en 2013, que lleva un bajorrelieve (cm. 120 X 70), que representa un falo alado. Actualmente conservado en el Museo Arqueológico Francesco Savini de Téramo

Construido en la época de Augusto, presentaba en la elevación del escenario ricas decoraciones realizadas en el año 30 a. C. , dispuestas en nichos alternados rectangulares y semicirculares. El monumento fue erigido en el sector occidental de la ciudad, probablemente dentro de las murallas, y se colocó a la entrada de la ciudad al nivel del divertículo (extroflexión) de la vía Caecilia que conectaba Interamnia Praetuttiorum en Roma.
En el Museo Arqueológico de Téramo hay una estatua femenina acéfala (sin cabeza) en mármol griego, encontrada en 1942, probablemente parte de un ciclo dinástico de estatuas concebido bajo el gobierno de Augusto que luego fue ampliado y probablemente implementado bajo el gobierno del emperador Claudio y de la cual además de ella nos han llegado dos inscripciones que mencionan a los hijos adoptivos de Augusto que murieron prematuramente Lucio César y Cayo César.
En la Edad Media, el Teatro corrió la misma suerte que muchas otras obras monumentales romanas, incluido el cercano Anfiteatro, es decir, se utilizó como cantera para la construcción de varios edificios vecinos, en particular para la Catedral de Téramo construida en el siglo XII en la zona noroeste adyacente al sitio arqueológico del Teatro. En el muro exterior nororiental de la Catedral y en algunas partes internas aún es posible observar algunas piedras esculpidas que fueron extraídas de los edificios romanos.

### La recuperación de la zona arqueológica

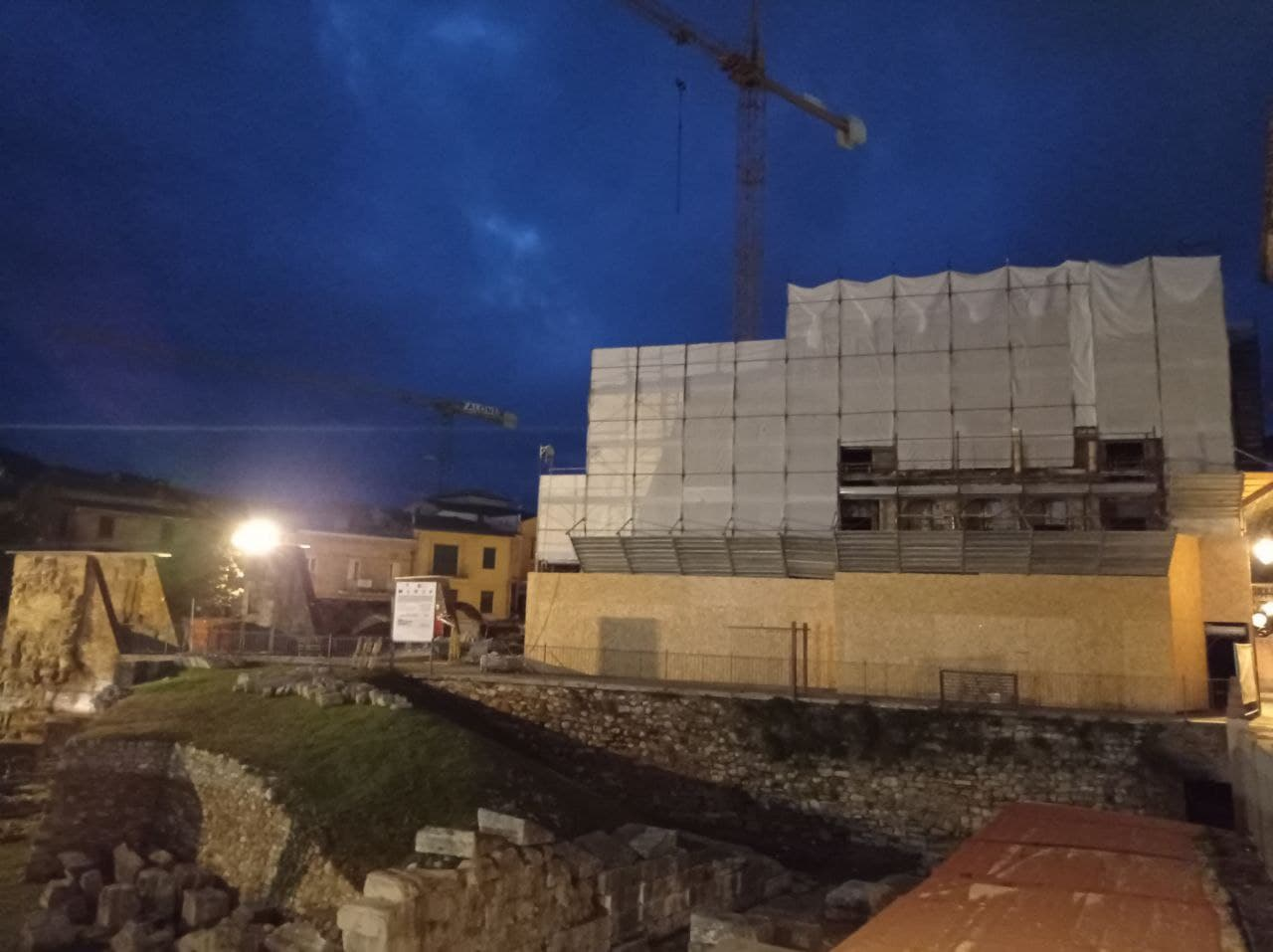
Demolición del Palazzo Adamoli en enero de 2022, vista sureste.

Las excavaciones en el centro histórico de Téramo para la recuperación del Teatro Romano han sido objeto de largas vicisitudes. Durante mucho tiempo el escenario permaneció oculto a la zona urbana superior, incluyendo entre otros los palacios Adamoli y Salvoni construidos a finales del Ochocientos siglo XIX.
Fue el historiador y arqueólogo de Téramo Francesco Savini quien descubrió, en 1902, que bajo esa zona urbana se encontraba el Teatro en su totalidad. Inicialmente el arqueólogo pensó en investigar los restos del Anfiteatro pero posteriormente el descubrimiento de elementos de la escena y de la orquesta constituyó para él la prueba de que el edificio explorado era un Teatro Romano. Realizó cuatro campañas de excavación partiendo inicialmente de proyectos por cuenta propia. Más tarde presentó un proyecto en la Accademia dei Lincei y en 1915 recibió financiación de la Superintendencia de Antigüedades de las Marcas, Abruzos y Dalmacia, pero la Primera Guerra Mundial interrumpió abruptamente las obras que sólo se llevaron a cabo parcialmente tras el final de la misma.
En 1934 el podestà Giovanni Lucangeli inició la demolición de algunos de los edificios construidos en parte del Teatro Romano, cuyo aislamiento y recuperación habían sido proyectados por los ingenieros Sigismondo Montani y Andrea Cardellini. Durante las obras, fue posible distinguir el Teatro Romano del Anfiteatro vecino que en el siglo XVI, antes de la demolición de las estructuras internas que tuvo lugar en el siglo XVIII para dar cabida al seminario del obispo en Aprutino, fue descrito por el obispo de Téramo Giulio Ricci.
El Ministro de Educación Nacional Giuseppe Bottai fue a Téramo en 1937 para inspeccionar el Teatro y las primeras emergencias del Anfiteatro, tomando la decisión de financiar la recuperación de ambos hallazgos romanos. La demolición se detuvo nuevamente debido a la guerra y se perdió la financiación.
A partir de este momento, al oportunismo, la despreocupación y la improvisación se sumaron las estafas, las especulaciones empresariales y las disputas judiciales. En 1999, la entonces Ministra de Patrimonio Cultural Giovanna Melandri asignó 900 millones de liras para la compra, en vista de la demolición, del Palacio Adamoli. Sin embargo, la Superintendencia no ejerció el derecho de suscripción preferente y, tras numerosas escrituras de compraventa entre empresas privadas, el edificio fue finalmente adquirido por la Región de Abruzos por un millón doscientos cincuenta mil euros, aproximadamente el triple del precio fijado inicialmente por el ministerio.
Desde 2007 se están realizando trabajos de demolición que sacarán a la luz otra parte del monumento simbólico de la ciudad de Téramo. Sin embargo, el sitio de construcción permanece sin terminar y el Palazzo Adamoli, luego del terremoto de 2009 en L'Aquila, es objeto de un nuevo y muy cuestionado vertido de cemento con el fin de consolidar las estructuras. También hubo numerosas controversias sobre nuevos actos de especulación sobre los dos edificios a demoler.
Hasta 2021, por lo tanto, solo se había sacado a la luz la sección este del escenario, mientras que una gran parte de la orquesta y la cavea permanecieron borradas por los edificios superiores.
En diciembre de 2021 se puso en marcha la obra para llevar a cabo finalmente el derribo de los dos edificios, para la "refuncionalización" del Teatro y para la remodelación del entorno. Luego, los dos edificios se desmantelan piso por piso para evitar daños a las estructuras subyacentes.

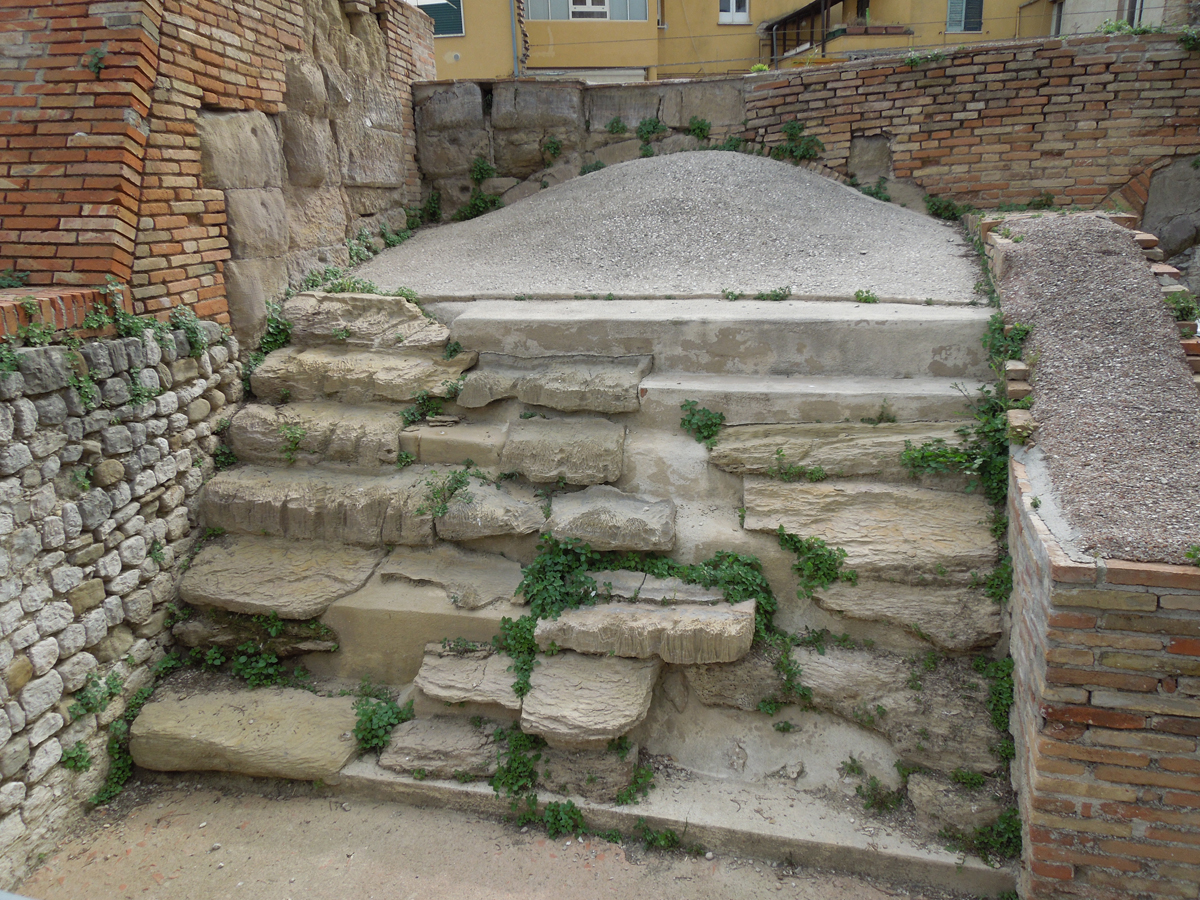
Restos internos
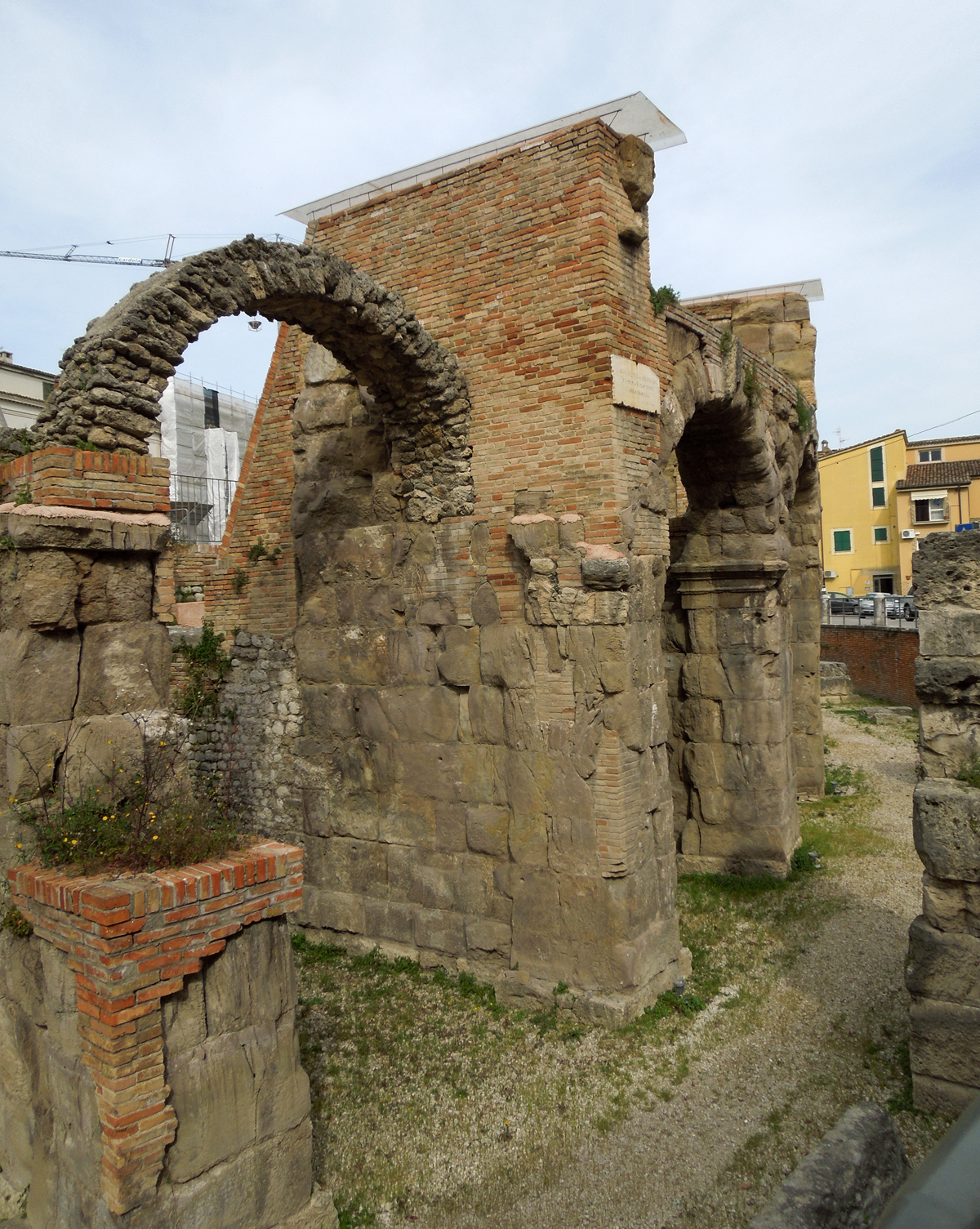
Detalles de los pilares en trabajo cuadrado
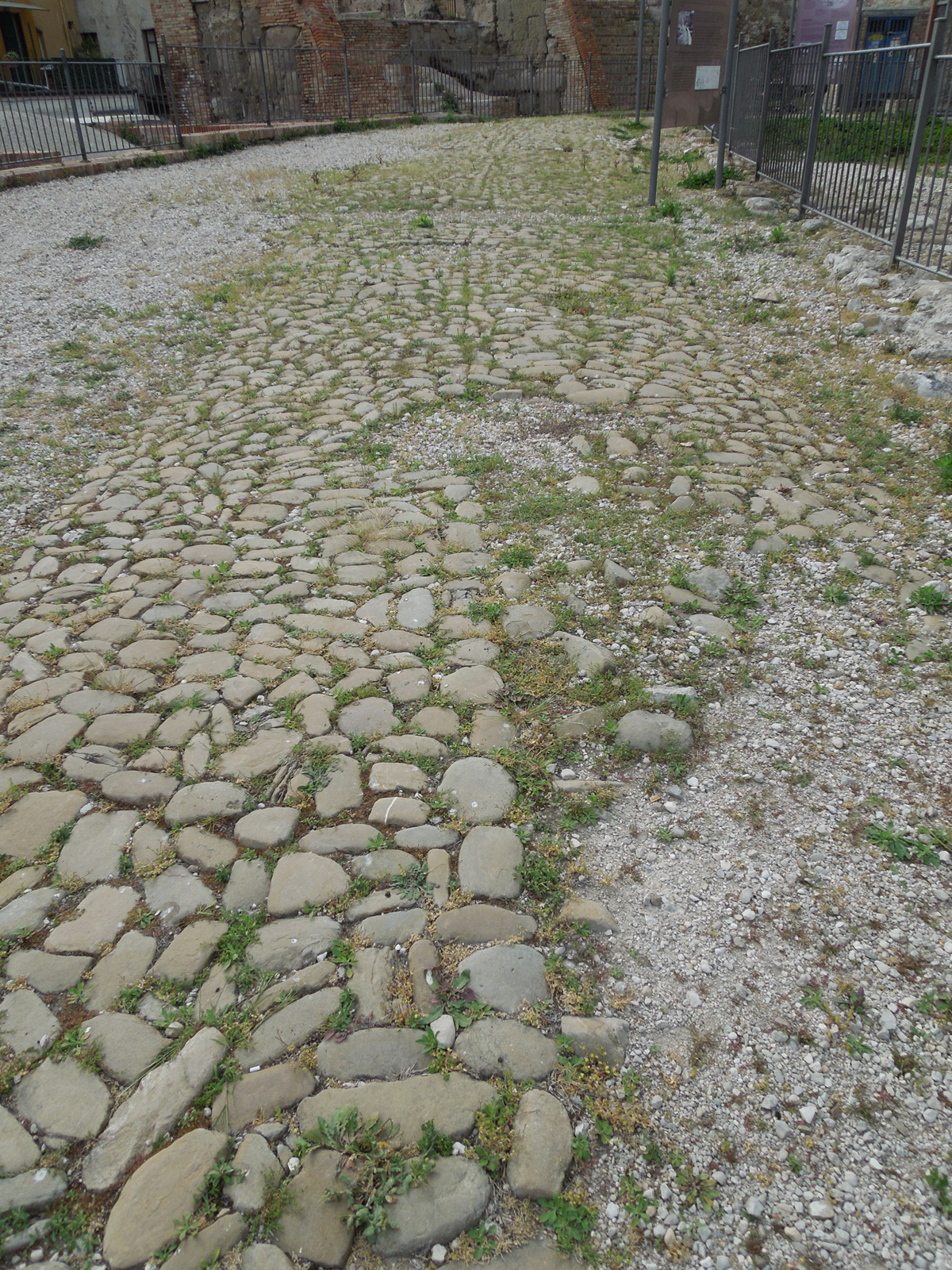
Restos de la superficie interna para caminar
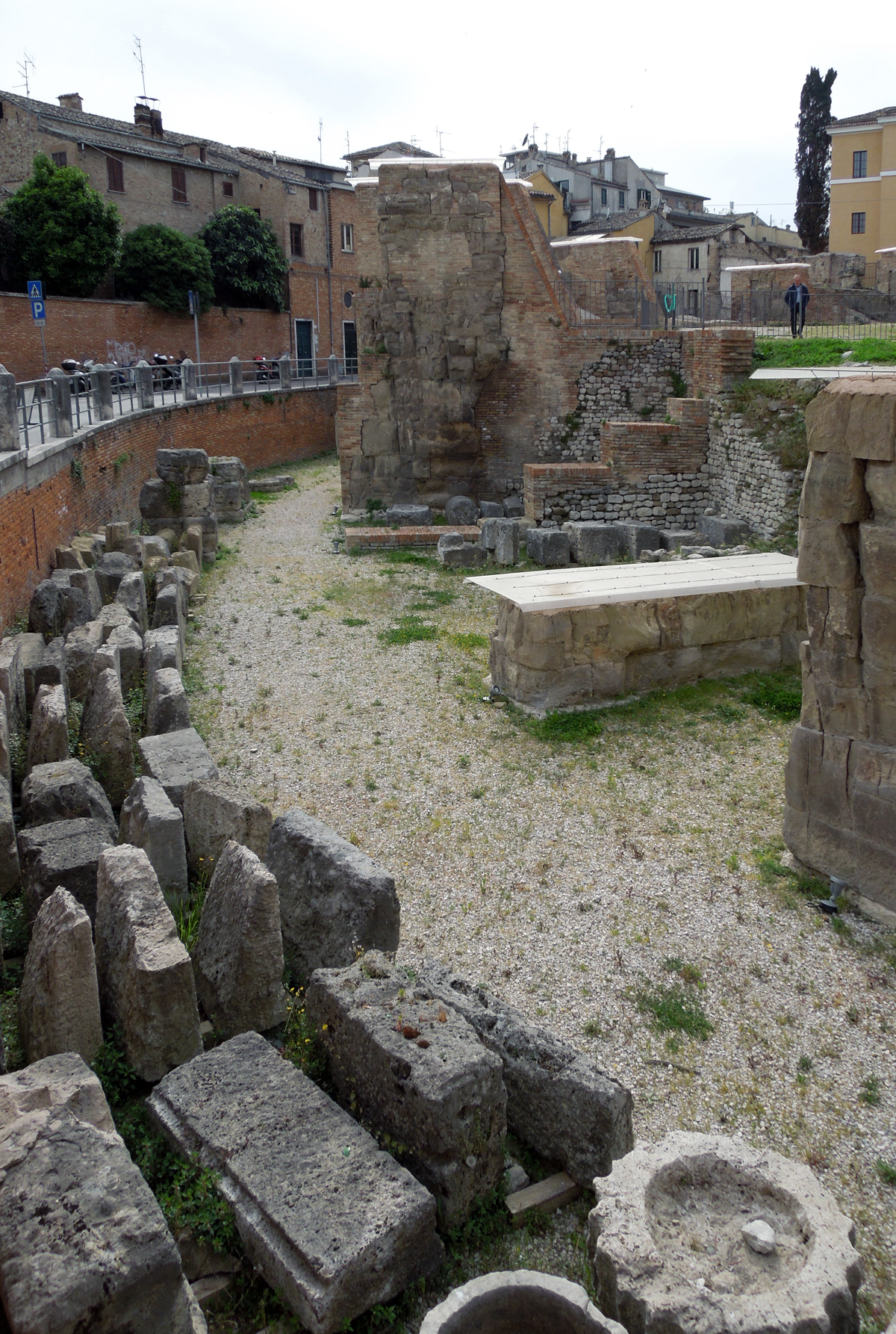
corredor perimetral
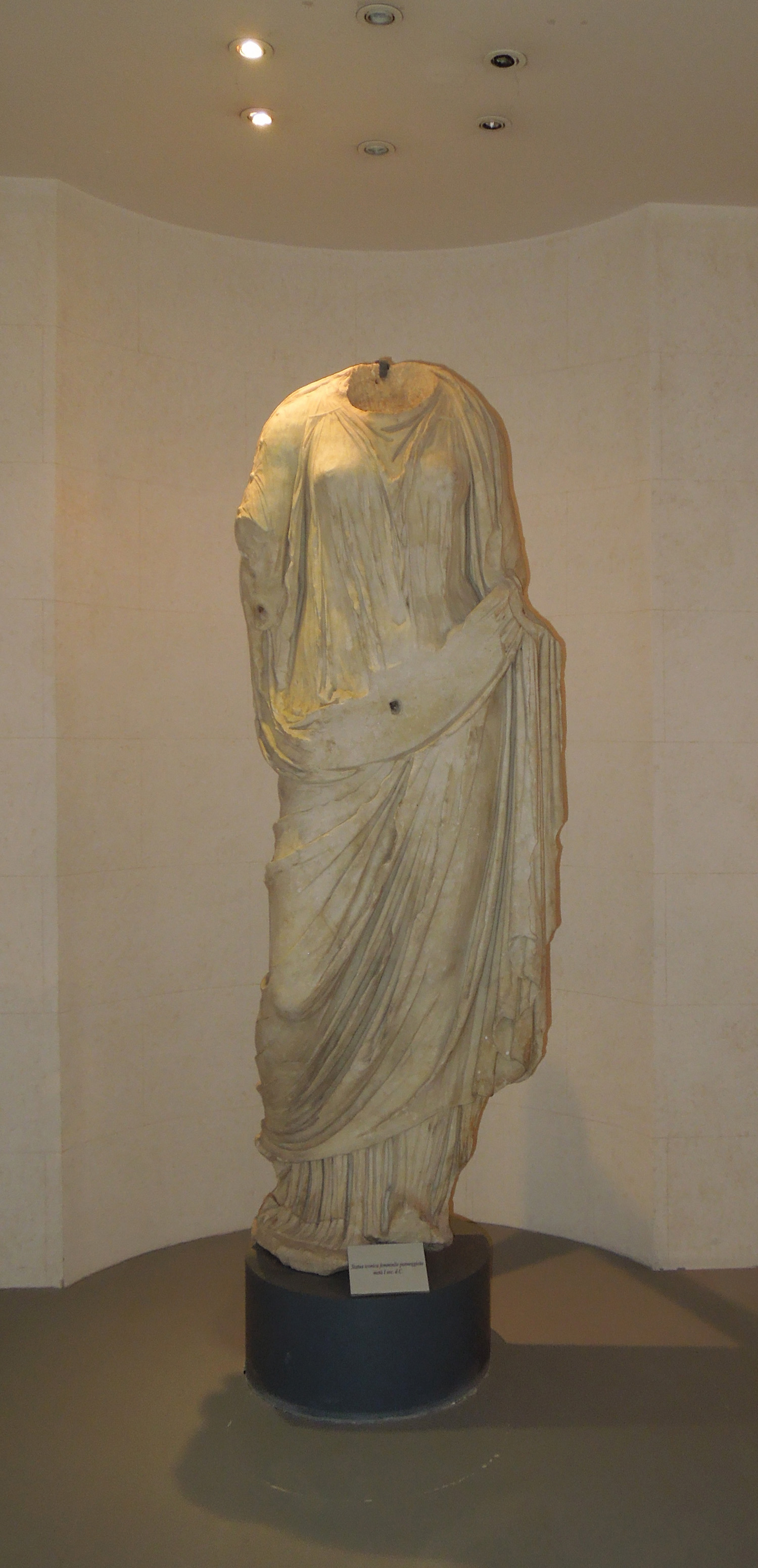
Musa sin cabeza conservada en el Museo Savini en Téramo

## Arquitectura
Los restos del conjunto arquitectónico se encuentran entre 2,50 -3,00 metros por debajo del nivel de la calle actual y muestran que la estructura original podía albergar a unos tres mil espectadores en las gradas semicirculares, la cavea, con un diámetro de 78 metros.
La estructura interna se dividió en 21 sectores radiales en forma de cuña cuya formas se pueden adivinar.
El perímetro de la fachada exterior probablemente estaba formado por dos órdenes de arcos superpuestos, apoyados sobre pilares de opus quadratum, dispuestos en sucesión. Solo quedan visibles dos de la planta baja. Las bóvedas que sostenían el auditorio eran de cemento.
También hay catorce escalones de travertino que formaban parte de una de las gradas que, a través del vomitorio, permitía la salida de los espectadores.

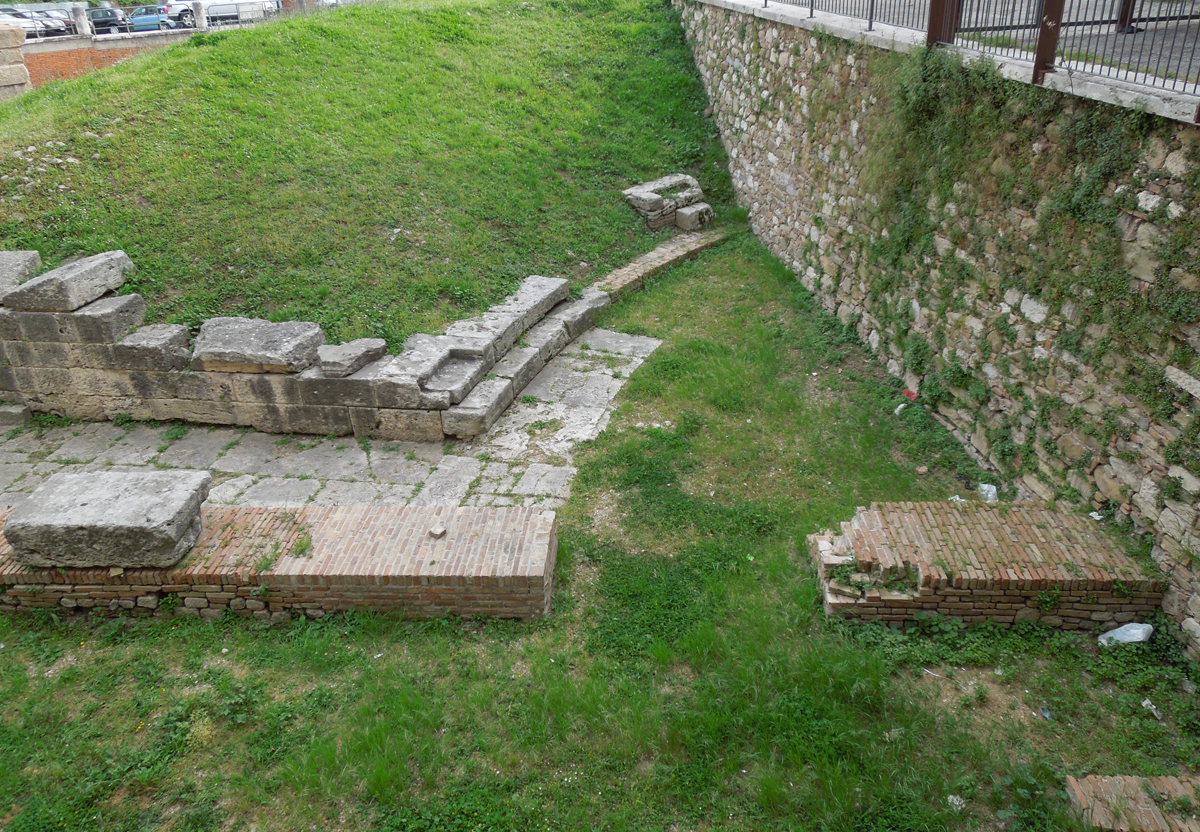
Parte de la orquesta
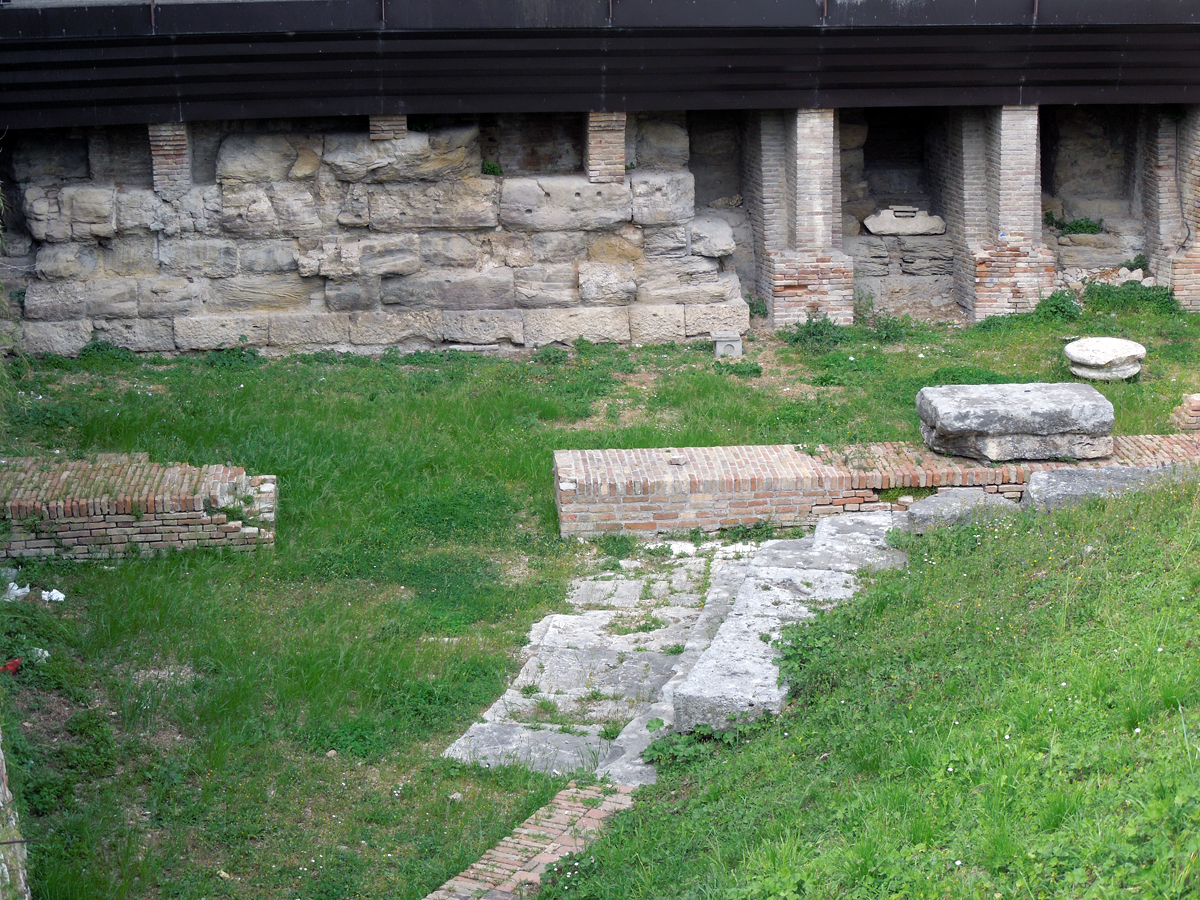
Restos de la escena
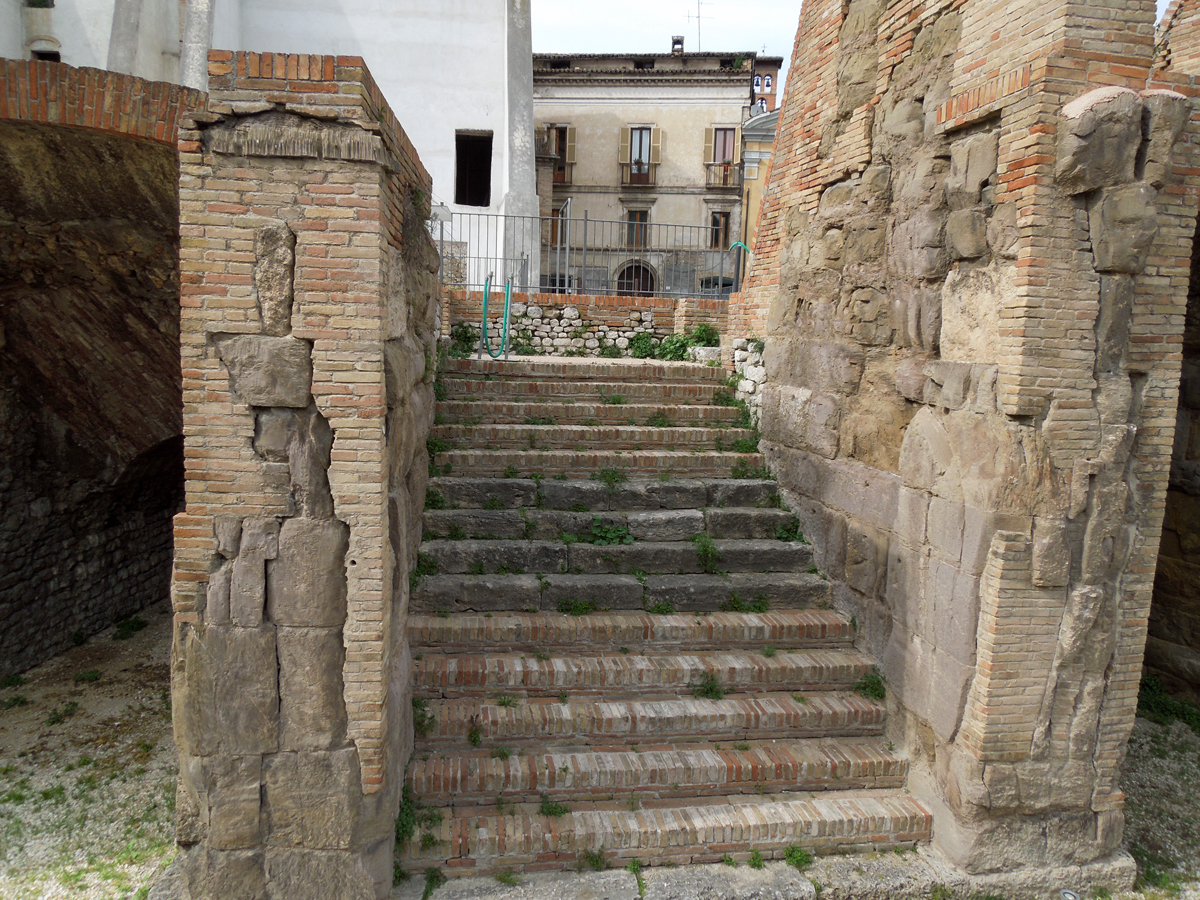
Vomitorio
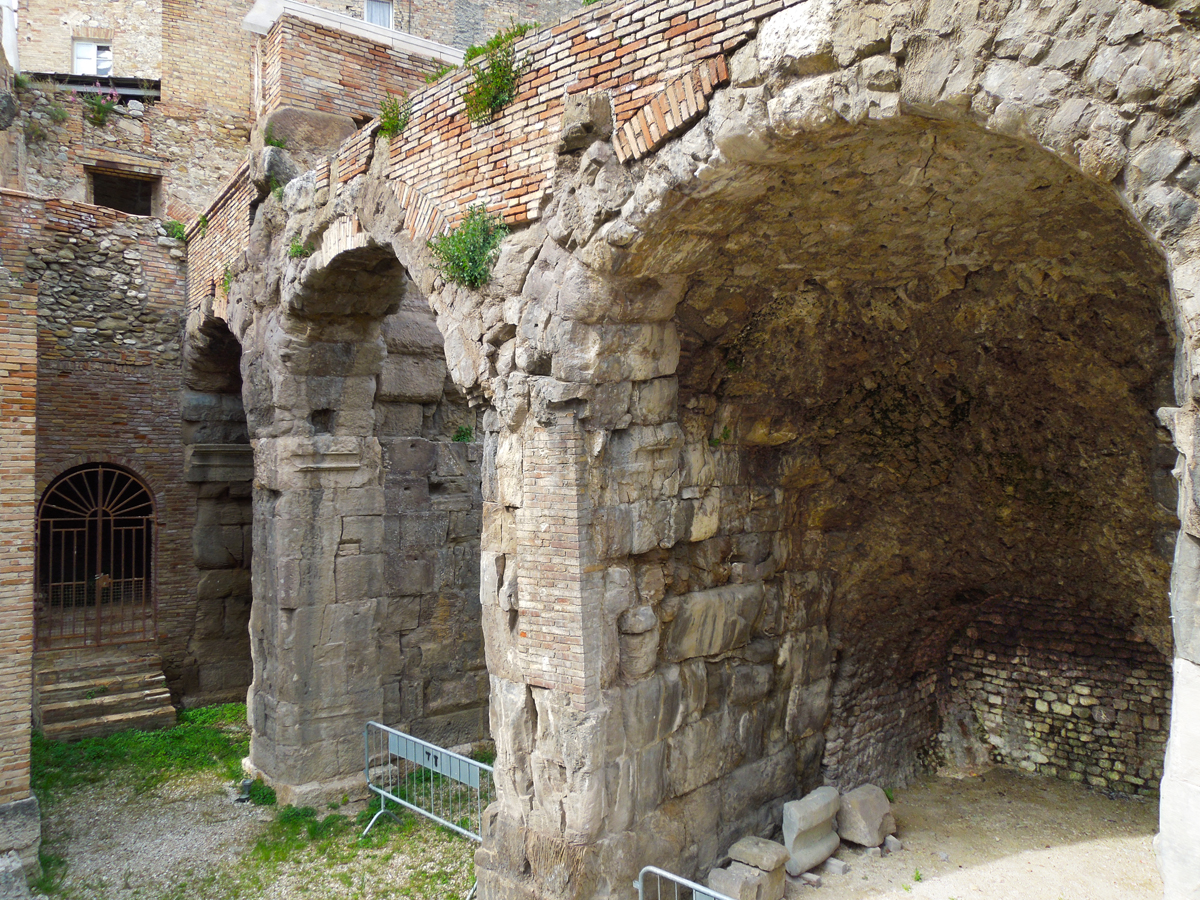
Bóveda en obra de cemento